# Nền tảng đóng
Nền tảng đóng, vườn tường hoặc hệ sinh thái đóng là một hệ thống phần mềm trong đó nhà cung cấp dịch vụ truyền dẫn hoặc nhà cung cấp dịch vụ có quyền kiểm soát các ứng dụng, nội dung và/hoặc phương tiện và hạn chế quyền truy cập thuận tiện đối với những người đăng ký hoặc nội dung không được phê duyệt. Điều này trái ngược với một nền tảng mở, trong đó người tiêu dùng thường có quyền truy cập không hạn chế vào các ứng dụng và nội dung.

## Tổng quan
Ví dụ, trong lĩnh vực viễn thông, các dịch vụ và ứng dụng có thể truy cập trên điện thoại di động trên bất kỳ thiết bị không dây nào trước đây đều được các nhà khai thác mạng di động kiểm soát chặt chẽ. Các nhà khai thác hạn chế các ứng dụng và nhà phát triển có sẵn trên cổng thông tin và trang chủ của người dùng. Do đó, nhà cung cấp dịch vụ có thể hạn chế quyền truy cập của người dùng đối với những người dùng đã hết tiền trả trước trong tài khoản của họ. Đây từ lâu đã là vấn đề trọng tâm cản trở lĩnh vực viễn thông, vì các nhà phát triển phải đối mặt với những rào cản lớn trong việc đưa các ứng dụng của họ cho người dùng cuối.
Trong một ví dụ điển hình hơn, hệ thống điện thoại Mỹ được kiểm soát chặt chẽ vào những năm 1970, Bell, sở hữu tất cả phần cứng (bao gồm tất cả điện thoại) và có quyền kiểm soát gián tiếp đối với thông tin được gửi qua cơ sở hạ tầng của họ. Đó là một kiểu độc quyền tự nhiên được chính phủ phê chuẩn và được điều chỉnh bởi Đạo luật Truyền thông năm 1934. Tuy nhiên, trong vụ kiện mang tính bước ngoặt Hush-A-Phone v. United States, Bell đã kiện không thành công một công ty sản xuất phụ kiện điện thoại bằng nhựa.
Nói chung, một vườn tường có thể được hiểu là một tập hợp các dịch vụ thông tin đóng hoặc độc quyền được cung cấp cho người dùng. Giống như một vườn tường thực sự, người dùng không thể thoát khỏi môi trường đóng này trừ khi thông qua các điểm ra/vào được chỉ định hoặc nếu bức tường bị loại bỏ.

## Các khía cạnh
Một bài báo nghiên cứu của Trường Kinh doanh Harvard năm 2008, có tựa đề "Nền tảng mở: Bằng cách nào, Khi nào và Tại sao?", đã phân biệt tính mở/đóng của một nền tảng theo bốn khía cạnh và đưa ra các nền tảng ví dụ:
| Khía cạnh đóng/mở của một nền tảng                                      | Linux | Windows | macOS | Apple iOS |
| ----------------------------------------------------------------------- | ----- | ------- | ----- | --------- |
| Sử dụng theo nhu cầu (người dùng cuối)                                  | mở    | mở      | mở    | mở        |
| Người dùng bên cung (nhà phát triển ứng dụng)                           | mở    | mở      | mở    | đóng      |
| Nhà cung cấp nền tảng (gói phần cứng/ hệ điều hành (OS))                | mở    | mở      | đóng  | đóng      |
| Nhà tài trợ nền tảng (chủ sở hữu quyền thiết kế và sở hữu trí tuệ (IP)) | mở    | đóng    | đóng  | đóng      |

## Ví dụ
Một số ví dụ về vườn tường bao gồm:
- Vào những năm 1990, AOL đã phát triển cái mà sau này được gọi là mô hình dịch vụ "vườn tường".[6] Ý tưởng là ưu tiên cung cấp nội dung được tài trợ cho người dùng khi có thể.[6] Trong thời gian này, CBS đã trả tiền để cung cấp nội dung thể thao, ABC đã trả tiền để cung cấp tin tức và 1-800-Flowers trả tiền để trở thành nhà cung cấp hoa mặc định cho bất kỳ ai tìm kiếm một nhà cung cấp hoa.[6] Chiến lược này đã trở thành phương pháp bán quảng cáo hiệu quả đầu tiên của AOL.[6] Vào thời đó, phương pháp này mang lại lợi nhuận cao cho AOL.[6]
- Dòng thiết bị đọc sách điện tử Kindle của Amazon.[7][8] Như một bài báo của Business Insider tháng 10 năm 2011 có tựa đề "Cách Amazon kiếm tiền từ Kindle" đã nhận xét: "Kindle của Amazon không còn chỉ là một sản phẩm: Nó là cả một hệ sinh thái." Ngoài ra, Business Insider cũng lưu ý rằng "Hệ sinh thái Kindle cũng là sản phẩm phát triển nhanh nhất của Amazon và có thể chiếm hơn 10% doanh thu của công ty vào năm tới".[9]
- Apple iOS và các thiết bị di động khác chỉ được phép chạy các ứng dụng đã được phê duyệt trước từ một dịch vụ phân phối kỹ thuật số.[10][11]
- Các thiết bị Nook của Barnes & Noble. Vào cuối tháng 12 năm 2011, B&N bắt đầu tung ra bản cập nhật chương trình cơ sở tự động, không dây 1.4.1 cho Nook Tablets, loại bỏ khả năng người dùng có quyền truy cập root vào thiết bị và khả năng tải ứng dụng từ các nguồn khác ngoài NOOK Store của Barnes and Noble (nếu không mod).[12][13] Các thiết bị Nook HD cũng bị "đóng" tương tự, cho đến tháng 5 năm 2013, khi BN mở rộng hệ sinh thái của mình một chút bằng cách cho phép người dùng cài đặt Cửa hàng Google Play và các ứng dụng Android khác nhau được cung cấp trên đó, bao gồm cả các ứng dụng của đối thủ, chẳng hạn như Audible.com, ComiXology, Kindle, Kobo và chính Google.[14]
- Tiêu chuẩn Tiện ích mở rộng phương tiện được mã hóa cung cấp các API để kiểm soát việc phát lại nội dung được mã hóa. Đây là một phần tiêu chuẩn web của World Wide Web Consortium và được biên soạn bởi các thành viên làm việc từ Google, Microsoft và Netflix.[15]
- Kwangmyong, dịch vụ mạng nội bộ quốc gia hoạt động ở Triều Tiên. Nó hoạt động như một mạng "vườn tường", vì không có thông tin nào từ nước ngoài được phép vào mạng mà không có sự chấp thuận của chính phủ.
- Mạng CDMA của Verizon Wireless và các chính sách cấm kích hoạt các thiết bị không được Verizon phê chuẩn trên mạng của họ thường được biết đến (và thường bị chỉ trích) vì cách làm này.[cần dẫn nguồn]
- Blockchain được cấp phép đã được gọi là "vườn tường" của năm 2017.[16]
- Máy chơi trò chơi điện tử có lịch sử lâu đời về các nền tảng vườn tường, trong đó các nhà phát triển cần mua giấy phép để phát triển cho nền tảng này và trong một số trường hợp, cần có sự chấp thuận của nhà sản xuất máy chơi trò chơi trước khi xuất bản trò chơi.[17][18][19]
- Các siêu ứng dụng như WeChat được các nhà phê bình gọi là vườn tường.[20]